# Gianfranco Girotti

Bischofswappen von Gianfranco Girotti

Gianfranco Girotti OFMConv (* 21. April 1937 in Rom, Italien) ist ein emeritierter Kurienbischof der römisch-katholischen Kirche.

## Leben
Gianfranco Girotti empfing am 17. Februar 1963 das Sakrament der Priesterweihe. Er wurde an der Päpstlichen Lateranuniversität zum Doktor beider Rechte promoviert. Girotti erwarb ein Diplom als Advokat an der Römischen Rota und ein Lizenziat im Fach Katholische Theologie an der Päpstlichen Theologischen Fakultät San Bonaventura (Seraphicum).
1969 wurde Gianfranco Girotti Mitarbeiter der Kongregation für die Glaubenslehre. Er wurde 1980 Professor für Kirchenrecht an der Päpstlichen Universität Urbaniana. Zudem war er Gefängnisseelsorger des römischen Gefängnisses „Regina Coeli“. Girotti war Prokurator des Minoritenordens. Zudem war er als Richter am Appellationsgericht der Kirchenregion Latium und als Vizepräsident der Associazione Canonistica Italiana tätig. Am 11. Juni 1997 ernannte ihn Papst Johannes Paul II. zum Untersekretär der Kongregation für die Glaubenslehre. 
Am 16. Februar 2002 bestellte ihn Papst Johannes Paul II. zum Regenten der Apostolischen Pönitentiarie. Zudem wurde Gianfranco Girotti Konsultor der Glaubenskongregation. Am 15. November 2006 ernannte ihn Papst Benedikt XVI. zum Titularbischof von Meta. Die Bischofsweihe spendete ihm am 16. Dezember 2006 Kardinalstaatssekretär Tarcisio Bertone SDB; Mitkonsekratoren waren der Kardinalgroßpönitentiar James Francis Stafford und der Archivar und Bibliothekar der Heiligen Römischen Kirche, Jean-Louis Kardinal Tauran.
Am 26. Juni 2012 nahm Benedikt XVI. das von Gianfranco Girotti aus Altersgründen vorgebrachte Rücktrittsgesuch vom Amt des Regenten der Apostolischen Pönitentiarie an.